# 26919 Shoichimiyata
26919 Shoichimiyata è un asteroide della fascia principale. Scoperto nel 1996, presenta un'orbita caratterizzata da un semiasse maggiore pari a 3,1375110 UA e da un'eccentricità di 0,1080873, inclinata di 7,57265° rispetto all'eclittica.